# بويان هوداك
بويان هوداك (4 مايو 1971 بزغرب في كرواتيا - ) هو مدرب كرة قدم ولاعب كرة قدم كرواتي في مركز الدفاع. لعب مع باليستيير خالسا وهرفاتسكي دراجوفولجاك ‏ وNK Vrapče ‏ وهونغ كونغ رينجرز وJurong FC ‏ وNK Ponikve ‏ وNK Trnje ‏.